# 錢承鋕
錢承鋕（1882年—？），浙江仁和人，清朝及中華民國政治人物、法学家。

## 生平
錢承鋕于1897年进入浙江求是书院学习，后留学日本，畢業于东京帝国大学，曾参加译书汇编社。光緒三十一年（1905年）获游學畢業進士。此后曾任度支部员外郎。宣统三年（1911年）补任钦选资政院议员。1907年起他还曾任宪政编查馆统计局副局长（局长沈林一）。
中华民国成立后，他仍在政府任职。曾任大理院推事。1919年5月8日，大总统令任命他兼充文官高等懲戒委員會委員。

## 著作
- [日]長岡春一，外交通義，錢承鋕 译，譯書彙編社，1903年